# Zmaj Fizir FN
Zmaj Fizir FN (srbsko Змај Физир ФН) je bilo dvokrilno šolsko vojaško letalo iz obdobja med svetovnima vojnama, ki je bilo zasnovano za osnovno šolanje vojaških pilotov v Kraljevini Jugoslaviji (FN je kratica za Fizir nastavni – »učni Fizir«).
Konstrukcija je bila lesena, s platneno prevleko trupa in kril ter nosilcem motorja iz tankostenskih jeklenih cevi. V prototipe so bili vgrajeni 9-cilindrski zračno hlajeni motorji Walter NZ 120 češke izdelave, v serijske primerke pa Walter NZ 120 in 6-cilindrski vodno hlajeni Mercedes D.II. Izdelani so bili tudi štirje hidroplani z aluminijastimi plovci in motorji Walter Mars I. Pilot in inštruktor sta sedela en za drugim in imela oba ročice za upravljanje.
Zasnoval ga je konstruktor Rudolf Fizir in na lastne stroške v svoji delavnici izdelal prototip, ki je prvič poletel maja 1929. Kmalu se je izkazal za izvrstno trenažno letalo, saj je imel nizko najnižjo hitrost in je ohranjal stabilnost pri počasnem letu, zato je odpuščal napake pilota. Jugoslovansko kraljevo vojno letalstvo ga je prevzelo za osnovno trenažno letalo in v obdobju med 1930 in 1945 so v tovarnah Zmaj, Rogožarski in Albatros proizvedli prek 200 primerkov. Po koncu druge svetovne vojne so jih uporabljali kot športna letala.
V Sloveniji ga je po drugi svetovni vojni uporabljal Letalski center Maribor.

## Specifikacije
Zgodnja izvedenka z motorjem Walter NZ 120
Podatki iz 
Splošne značilnosti
- Posadka: 2
- Dolžina: 7,75 m (25 ft 5 in)
- Razpon kril: 10,8 m (35 ft 5 in)
- Višina: 3 m (9 ft 10 in)
- Površina kril: 26,6 m2 (286 sq ft)
- Teža praznega letala: 597 kg (1.316 lb)
- Bruto teža: 840 kg (1.852 lb)
- Pogon letala: 1 × Walter NZ 120 9-cilindrski radialni, 88 kW (118 hp)
- Propelerji: št. lopatic: 2

Zmogljivost
- Maks. hitrost: 142 km/h (88 mph; 77 kn)
- Hitrost pri porušitvi vzgona: 61 km/h (38 mph; 33 kn)
- Višina leta: 3.850 m (12.631 ft)
- Čas do višine: 13 min (1000 m)